# Carmen Bueno Cifuentes
Carmen Bueno Cifuentes (1 de julio de 1950 - detenida desaparecida el 29 de noviembre de 1974) fue una cineasta y militante del MIR que fue detenida por agentes de la DINA el 29 de noviembre de 1974, junto a su pareja el cineasta Jorge Müller Silva quién también es detenido desaparecido. Su nombre forma parte de la Operación Colombo. Tenía 24 años a la fecha de la detención, es una de las mujeres detenidas desaparecidas de la dictadura militar en Chile.

## Una cineasta detenida por la DINA
Carmen Cecilia nació en Santiago el 16 de julio de 1950, proveniente de una familia cristiana de clase media, fue la tercera de cinco hermanos. Sus primeros estudios los realiza en el colegio "Santa Teresa de Jesús", mientras que la enseñanza media la cursa en el Liceo N°1 de niñas de Santiago. Posteriormente ingresa a la Pontificia Universidad Católica de Chile, a la escuela de Arte de la Comunicación, donde estudia cine. Trabajó como asistente de producción en varios filmes, incluido el documental de Patricio Guzmán, El Primer Año (1972). También trabaja con el cineasta Miguel Littin en la cinta "La Tierra Prometida" (1973) y luego con Silvio Caiozzi en la película "A la Sombra del Sol" (1974). Después del golpe militar, momento en que la censura y la cesantía eran cotidianos para los cineastas, realiza cortos publicitarios en los estudios de Chile Films. También integró un grupo de trabajo de los cineastas Jorge Di Lauro y Nieves Yankovic, para la filmación de las celebraciones de Año Santo en el Templo Votivo de Maipú, en el marco de la realización de un documental para el Comité Pro Paz, primer organismo de defensa de derechos humanos de la Iglesia Católica.
El 29 de noviembre de 1974 cuando iba con su pareja Jorge Muller Silva, a los estudios de Chile Films fueron detenidos por agentes de la DINA y subidos en una camioneta. Ex presos políticos del recinto son testigos de la permanencia de Jorge Müller y Carmen Bueno en Villa Grimaldi. Fátima Mohor, quien llegó a Villa Grimaldi el día 2 de diciembre de 1974, estuvo cuatro días en un calabozo junto a Carmen, durante los cuales le contó que había sido detenida junto a Jorge Müller. Señala que Carmen se veía bien anímicamente, pero no lo estaba tanto físicamente, ya que se quejaba de dolores. En la misma pieza de Villa Grimaldi se encontraba también María Antonieta Castro Ramírez, detenida junto a su madre María Julieta Ramírez y a su cónyuge Juan Rodrigo Mac-Leod Treuer, ambos desaparecidos. María Antonieta fue sacada unos días y volvió a fines de ese mes, siendo instalada en la celda donde había estado Carmen, la que había sido sacada en el intertanto, sin embargo, pudo leer su nombre escrito en un muro y seis rayas, indicando al parecer los días que ella había permanecido allí.

## Proceso judicial en dictadura
Familiares de Carmen concurrieron al Comité Pro Paz donde presentaron el primer recurso de amparo, el cual no fue acogido por los tribunales de justicia. Luego, los recursos de amparo posteriores presentaron pruebas de su detención y estadía en los campos de reclusión: "Tres Álamos y Villa Grimaldi".
La madre de Carmen, entregó su testimonio de la búsqueda de justicia dado que “los tribunales de nuestra patria no acogían nuestra denuncia tuvimos que recurrir a los Organismos Internacionales públicos y privados, Embajadas y al Alto Comisionado de la ONU (mayo 1976), Honorable Comisión de los Derechos Humanos, New York, USA (noviembre de 1976) Ref. Caso N° 2047 de la OEA, miembros de la Honorable Comisión de Juristas con sede en Ginebra (diciembre 1976), Secretario General de la Organización de Estados Americanos, a su Santidad Pablo Sexto (Roma noviembre 1975), a su eminencia Nuncio Apostólico de Chile (enero 1977) a Cruz Roja Internacional, al grupo ad hoc de los Derechos Humanos que visitara Chile en Julio de 1978. Posteriormente a toda comisión u Organismo que se preocupara de la violación de los derechos humanos en el país. Todo esto fue gracias a la Vicaría de la Solidaridad, donde pudimos crear la Agrupación de Familiares de Detenidos Desaparecidos, unidos en una causa común y un destino en la búsqueda de nuestros seres queridos. A once años de la detención y desaparecimiento de nuestra querida y recordada hija Carmen Cecilia y Jorge Muller Silva, seguiremos como siempre luchando por conseguir la verdad de lo ocurrido a nuestros seres queridos. La verdad tendrá que imponerse por mucho que hayan tratado de acallarla con la mentira, la cobardía, el fusil, la represión. Algún día sabremos donde dejaron su último suspiro y cuál fue la mano asesina que segó sus vidas”.

## Operación Colombo
Meses después de la desaparición de Carmen Bueno, su nombre fue incluido en la nómina que publicó el diario brasileño O Dia y la revista argentina Lea, que reprodujeron medios nacionales el 25 de julio de 1974, dando cuenta de supuestos enfrentamientos y en los cuales habrían muerto 119 chilenos. Ambas publicaciones fueron un montaje, los nombres que componían esta lista, corresponden todos a personas que fueron detenidas por la dictadura y que continúan desaparecidas. Carmen Bueno fue parte del listado de 119 chilenos que son parte del montaje comunicacional denominado Operación Colombo”.

## Informe Rettig
Familiares de Carmen Bueno Cifuentes presentaron su caso ante la Comisión Rettig, Comisión de Verdad que tuvo la misión de calificar casos de detenidos desaparecidos y ejecutados durante la dictadura. Sobre el caso de Carmen Bueno y Jorge Muller, el Informe Rettig señaló que:

“El 29 de noviembre de 1974 fueron detenidos en la vía pública, en Santiago, cuando se dirigían a su trabajo los militantes del MIR Jorge Hernán MÜLLER SILVA y su compañera de trabajo en Chile Films, Carmen Cecilia BUENO CIFUENTES.
Según testimonios, ambos fueron llevados al recinto de Villa Grimaldi y luego trasladados a Cuatro Álamos desde donde desaparecieron en poder de la DINA.
La Comisión está convencida de que la desaparición de ambos fue obra de agentes del Estado, quienes violaron así sus derechos humanos”.

## Proceso judicial en democracia
El caso de Carmen Bueno Cifuentes y Jorge Hernán Müller Silva fue investigado por el ministro de la Corte de Apelaciones de Santiago, Hernán Crisosto. El magistrado investigó el proceso “Episodio Operación Colombo”, en un caso que denominó “Carmen Cecilia Bueno Cifuentes”, con el rol N.º 2182-98, con el objetivo de investigar el delito de secuestro calificado y el delito de aplicación de tormentos a de Carmen Cecilia Bueno Cifuentes y Jorge Hernán Müller Silva. El 27 de noviembre el ministro Hernán Crisosto, dictó condena en contra de 56 exagentes de la Dirección de Inteligencia Nacional (DINA) por su responsabilidad en los delitos de secuestro calificado de la pareja de cineastas Carmen Bueno y Jorge Müller.
En la resolución, el ministro de fuero condenó a los exagentes DINA: César Manríquez Bravo, Pedro Espinoza Bravo, Raúl Iturriaga Neumann y Miguel Krassnoff Martchenko a penas de 20 años de prisión, en calidad de autores de los delitos.
En tanto, deberán purgar 12 años de prisión, también como autores, los exagentes DINA: Orlando Manzo Durán, Manuel Andrés Carevic Cubillos, Alejandro Francisco Astudillo Adonis; Demóstenes Eugenio Cárdenas Saavedra, Sylvia Teresa Oyarce Pinto, Gerardo Ernesto Godoy García, Manuel Heriberto Avendaño González, Heriberto del Carmen Acevedo, Nelson Aquiles Ortiz Vignolo, Julio José Hoyos Zegarra, Silvio Antonio Concha González, Pedro Ariel Araneda Araneda, José Mario Friz Esparza, Luis Rigoberto Videla Inzunza, Jorge Segundo Madariaga Acevedo, Teresa del Carmen Osorio Navarro, José Abel Aravena Ruiz, Ricardo Víctor Lawrence Mires; Ciro Ernesto Torré Sáez; Basclay Humberto Zapata Reyes, Rosa Humilde Ramos Hernández, Pedro René Alfaro Fernández, Luis René Torres Méndez, Rodolfo Valentino Concha Rodríguez, Juan Ángel Urbina Cáceres, Jerónimo del Carmen Neira Méndez, Luis Fernando Espinace Contreras, Palmira Isabel Almuna Guzmán, Hugo Rubén Delgado Carrasco, Carlos López Inostroza, Hugo del Tránsito Hernández Valle, Francisco Maximiliano Ferrer Lima, Fernando Eduardo Lauriani Maturana, Héctor Wacinton Briones Burgos y Leonidas Emiliano Méndez Moreno.
Asimismo, el ministro Crisosto condenó a penas de 6 años de prisión, como cómplices de ambos delitos, a los agentes: Daniel Valentín Cancino Varas, Fernando Enrique Guerra Guajardo, Jorge Antonio Lepileo Barrios, Lautaro Eugenio Díaz Espinoza, Raúl Alberto Soto Pérez, José Jaime Mora Diocares, Eugenio Jesús Fieldhouse Chávez, Jaime Humberto Paris Ramos, José Stalin Muñoz Leal, Juan Carlos Escobar Valenzuela, Pedro Segundo Bitterlich Jaramillo, Víctor Manuel San Martín Jiménez, Juvenal Alfonso Piña Garrido, Reinaldo Concha Orellana, Osvaldo Octavio Castillo Arellano, Guido Arnoldo Jara Brevis, Hugo Hernán Clavería Leiva, Carlos Enrique Miranda Mesa, Víctor Manuel Álvarez Droguett, Olegario Enrique González Moreno, Miguel Ángel Yáñez Ugalde, Víctor Manuel Molina Astete, Gustavo Galvarino Caruman Soto, Rafael de Jesús Riveros Frost y Héctor Carlos Díaz Cabezas.
En el caso del agente Samuel Fuenzalida Devia, se le aplicó una sentencia de 3 años y un día de prisión, por su responsabilidad como autor, con el beneficio de la libertad vigilada. Asimismo, fueron absueltos los agentes Alejandro Francisco Molina Cisternas, Nelson Alberto Paz Bustamante, Héctor Raúl Valdebenito Araya, Carlos Enrique Letelier Verdugo, Herman Eduardo Ávalos Muñoz y Raúl Bernardo Toro Montes.
En la etapa de investigación, el ministro Hernán Crisosto logró determinar los siguientes hechos: 

"El día 29 de noviembre de 1974, Carmen Cecilia Bueno Cifuentes y su pareja Jorge Hernán Müller Silva, militantes del Movimiento de Izquierda Revolucionaria (MIR), fueron detenidos en la vía pública, en calle Francisco Bilbao con Los Leones de Santiago, por agentes pertenecientes a la Dirección Nacional de Inteligencia (DINA) quienes los introdujeron a una camioneta C-10 y los trasladaron al recinto de reclusión clandestino de la DINA denominado "Villa Grimaldi", ubicado en Lo Arrieta N° 8200, de La Reina y posteriormente al recinto de reclusión clandestino denominado "Cuatro Álamos", ubicado en calle Canadá N° 3000, de Santiago, que eran custodiados por guardias armados y a los cuales sólo tenían acceso los agentes de la DINA;
Los ofendidos Carmen Cecilia Bueno Cifuentes y Jorge Hernán Müller Silva durante su estada en los cuarteles de Villa Grimaldi y Cuatro Álamos, permanecieron sin contacto con el exterior, vendados y amarrados, siendo en el primero de ellos continuamente sometidos a interrogatorios bajo tortura por agentes de la Dina que operaban en dichos cuarteles con el propósito de obtener información relativa a integrantes del MIR, para proceder a la detención de sus miembros;
La última vez que las víctimas Bueno Cifuentes y Müller Silva fueron vistos con vida, ocurrió un día no determinado a mediados del mes de diciembre de 1974, sin que exista hasta la fecha, antecedentes sobre el paradero de ambos, encontrándose desparecidos hasta la fecha".

En segunda instancia el 6 de marzo de 2020 la Corte de Apelaciones de Santiago condenó a exmiembros de la Dirección de Inteligencia Nacional (DINA) como autores del delito de secuestro calificado del matrimonio de Carmen Bueno y Jorge Müller. En fallo dividido se confirmó la sentencia dictada por el ministro en visita Hernán Crisosto, en la parte que condenó a 31 exagentes por su participación en el delito perpetrado en el marco del operativo conocido como "Operación Colombo".
En la causa, los exagentes DINA fueron condenados por el delito a:
- César Manríquez Bravo, 20 años de prisión.
- Pedro Espinosa, 20 años de prisión
- Raúl Iturriaga 20 años de prisión
- Miguel Krassnoff 20 años de prisión.

En el caso de los exagentes DINA: Manuel Carevic Cubillos, Alejandro Astudillo Adonis, Demóstenes Cárdenas Saavedra, Sylvia Oyarce Pinto, Gerardo Godoy García, Manuel Avendaño González, Heriberto del Carmen Acevedo, Nelson Ortiz Vignolo, Silvio Concha González, Pedro Araneda Araneda, Luis Videla Inzunza, Jorge Madariaga Acevedo, Teresa Osorio Navarro, José Aravena Ruiz, Ricardo Lawrence Mires, Ciro Torré Sáez, Rosa Ramos Hernández, Pedro Alfaro Fernández, Luis Torres Méndez, Juan Urbina Cáceres, Jerónimo Neira Mendez, Palmira Almuna Guzmán, Hugo Delgado Carrasco, Carlos López Inostroza, Hugo Hernández Valle, Francisco Ferrer Lima y Fernando Lauriani Maturana se ratificó que deberán purgar 12 años de prisión.
En tanto, la sala revocó la resolución en la parte que condenó a los procesados Julio José Hoyos Zegarra, Rodolfo Concha Rodríguez, Luis Espinace Contreras, Leonidas Méndez Moreno y Samuel Fuenzalida Devia, como autores de los delitos de secuestro de Bueno Cifuentes y Müller Silva.
Asimismo, se revocaron las condenas, en calidad de cómplices, de los exagentes DINA: Raúl Alberto Soto Pérez, José Mora Diocares, Daniel Valentín Cancino Varas, Jaime Humberto Paris Ramos, José Stalin Muñoz Leal, Juan Carlos Escobar Valenzuela, Pedro Segundo Bitterlich Jaramillo, Juvenal Alfonso Piña Garrido, Osvaldo Octavio Castillo Arellano, Reinaldo Alfonso Concha Orellana, Fernando Enrique Guerra Guajardo, Guido Arnoldo Jara Brevis, Hugo Hernán Clavería Leiva, Carlos Enrique Miranda Mesa, Víctor Manuel Álvarez Droguett, Víctor Manuel Molina Astete, Olegario Enrique González Moreno, Miguel Ángel Yáñez Ugalde, Héctor Carlos Díaz Cabezas, Jorge Antonio Lepileo Barrios, Lautaro Eugenio Díaz Espinoza, Víctor Manuel San Martín Jiménez y Rafael de Jesús Riveros Frost, decretando, en su lugar, que todos quedan absueltos de los cargos formulados en su contra.
Decisión acordada con el voto en contra del ministro Llanos, quien estuvo por confirmar la sentencia recurrida respecto de los procesados Samuel Fuenzalida Devia, Rodolfo Valentino Concha Rodríguez, Daniel Cancino Varas y Pedro Bitterlich Jaramillo.

## Conmemoraciones
En recuerdo de la detención y desaparición de los cineastas Carmen Bueno Cifuentes y Jorge Hernán Müller Silva es que el día de su detención el 29 de noviembre se conmemora el Día del Cine Chileno“.
En el centro de detención Villa Grimaldi, en uno de los muros del Parque por la Paz, existe una placa conmemorativa por su valiosa contribución a la cultura y cine chileno.